# Pietro Montani
Pietro Montani (Teramo, 1946) è un filosofo e critico cinematografico italiano.

## Biografia
Allievo di Emilio Garroni, è professore ordinario di Estetica alla Sapienza Università di Roma, è stato Directeur d'Études Associé presso all'EHESS di Parigi e ha insegnato Estetica al Centro sperimentale di cinematografia di Roma. La sua ricerca si concentra oggi principalmente sui temi di filosofia della tecnica.
Allievo di Emilio Garroni,  per Montani l'estetica non va considerata come filosofia dell'arte, ma come una teoria della sensibilità umana, che ha la peculiarità di essere aperta agli stimoli del mondo esterno. La riflessione di Montani si snoda in diversi passaggi e attraverso il confronto con alcuni dei protagonisti della filosofia, della linguistica, della semiotica e della teoria del cinema del Novecento, avendo sempre come punto di riferimento la filosofia critica di Kant.

### Pensiero

#### Ermeneutica e filosofia critica
Nel 1985 Montani pubblica Il debito del linguaggio, in cui, partendo dal confronto con le teorie strutturaliste, in particolare quelle di Roman Jakobson e Jan Mukarovsky, mostra come la questione del significato del testo poetico non possa essere risolta mediante l'individuazione del codice linguistico o semiotico di riferimento, ma rimandi ad una condizione estetica della significazione. Questo tema viene ulteriormente approfondito da Montani in Estetica ed ermeneutica. In questo testo Montani, prendendo le mosse dalla filosofia critica kantiana, propone di ripensare la verità – nel senso heideggeriano della a-letheia, del dis-velamento dell'essere  – come una situazione ermeneutica strettamente legata all'effettiva esperienza del soggetto, seguendo la rilettura della filosofia di Heidegger proposta da Hans Georg Gadamer.

#### Il cinema sovietico
La formazione e il pensiero di Montani sono stati segnati dal suo interesse per il cinema e in particolare per due autori sovietici: Dziga Vertov e Sergej Michajlovič Ėjzenštejn. Di entrambi ha curato l'edizione italiana degli scritti.

#### Verso una teoria dell'immaginazione
Nel testo L'immaginazione narrativa (Guerini 1999) Montani coniuga l'interesse per il cinema con quello più strettamente filosofico per il tema dell'immaginazione. Montani propone di considerare l'immaginazione nei termini in cui, in Tempo e racconto, Paul Ricœur parla della narrazione, ovvero come di un processo di “rifigurazione” dell'esperienza del tempo da parte dell'uomo. Per Ricoeur la narrazione ha il potere di far fare al lettore esperienza di un tempo propriamente umano. Montani fa propria la tesi di Ricoeur, applicandola però, all'ambito della narrazione cinematografica.  Montani ritiene che il territorio dell'immaginazione in cui lavora il cinema sia quello dell'intreccio tra finzione e testimonianza, tra la costruzione dell'intreccio narrativo e la documentazione del reale. La trasformazione dell'esperienza del tempo avviene, così, ad un livello più profondo e creativo.

#### Tecnica ed estetica
Con Bioestetica  si inaugura la fase più recente del pensiero di Montani, dedicata all'approfondimento del rapporto tra tecnica e estetica. Attraverso il paradigma della bioestetica Montani propone di leggere i fenomeni di biopotere che caratterizzano l'epoca contemporanea a partire dalla loro natura innanzitutto tecnica ed estetica, cioè a partire dal fatto che la sensibilità dell'essere umano viene sempre più orientata ed organizzata tecnicamente. Il biopotere consiste proprio nella capacità di canalizzare la sensibilità umana. In L'immaginazione intermediale  Montani prende in analisi i modi in cui il cinema risponde alle forme di anestetizzazione. Prendendo le mosse dalla spettacolarizzazione della politica emersa in seguito all'attentato delle Torri Gemelle, Montani introduce il concetto di "autenticazione dell'immagine", che non consiste nell'accertamento del referente fattuale dell'immagine (il vero, il reale) ma nella rigenerazione di un orizzonte di senso condiviso, la capacità di riferimento dell'esperienza e del linguaggio, in un'epoca caratterizzata da crescenti fenomeni di “indifferenza referenziale” La riflessione sul rapporto tra estetica e tecnica continua in Tecnologie della sensibilità, in cui viene teorizzata l'esistenza di una terza funzione dell'immaginazione: accanto a quella produttiva e riproduttiva vi è una funzione interattiva. L'immaginazione interattiva diventa il paradigma attraverso cui leggere l'epoca contemporanea, attraversata profondamente da fenomeni dell'interattività digitale e dalla proliferazione di ambienti virtuali.
"Nei suoi ultimi lavori Montani ha studiato gli effetti delle nuove tecnologie della comunicazione sulla sensibilità, l’immaginazione e i processi cognitivi argomentando la tesi secondo cui il digitale sta patrocinando una vera e propria 'seconda alfabetizzazione' di carattere sincretico".

### Opere
- 1985 Il debito del linguaggio: il problema dell'autoriflessività estetica nel segno, nel testo e nel discorso, Marsilio, Venezia;
- 1993 Fuori campo: studi sul cinema e l'estetica, Quattroventi, Urbino;
- 1996 Estetica ed ermeneutica: senso, contingenza, verità, Laterza, Roma-Bari;
- 1999 L'immaginazione narrativa: il racconto del cinema oltre i confini dello spazio letterario, Guerini e associati, Milano;
- 2002 Arte e verità dall'antichità alla filosofia contemporanea: un'introduzione all'estetica,con A. Ardovino e D. Guastini, Laterza, Roma-Bari;
- 2004 L'estetica contemporanea: il destino delle arti nella tarda modernità, a cura di P. Montani, Carocci, Roma;
- 2005 Lo stato dell'arte: l'esperienza estetica nell'era della tecnica, a cura di M. Carboni e P. Montani, Laterza, Roma-Bari;
- 2007 Bioestetica: senso comune, tecnica e arte nell'età della globalizzazione, Carocci, Roma;
  - Bioesthétique, [trad. francese di J.-C. Cavallin] Vrin, Paris 2014;
- 2010 L'immaginazione intermediale: perlustrare, rifigurare, testimoniare il mondo visibile, Laterza, Roma-Bari;  nuova edizione, Meltemi, Milano 2022;
- 2014 Tecnologie della sensibilità. Estetica e immaginazione interattiva, Cortina, Milano;
- 2017 Tre forme di creatività: tecnica, estetica, politica, Cronopio, Napoli;
- 2020 Emozioni dell'intelligenza: un percorso nel sensorio digitale, Meltemi, Milano;
- 2022 Destini tecnologici dell'immaginazione, Mimesis, Milano-Udine; tr. inglese di B. Fisher: Technological Destinies of the Imagination, Mimesis International, Milano 2022;
- 2022 Bellezza, RCS MediaGroup, Milano;
- 2024 Immagini sincretiche. Leggere e scrivere in digitale, Meltemi, Milano.